# Sylviane Gboulou
Sylviane Gboulou de son vrai nom Pauline Sylviane Gboulou Mbapondo est une productrice, réalisatrice, scénariste et actrice pour le cinéma et la télévision.

## Biographie

### Jeunesse et études
Sylviane Gboulou est née le 12 Décembre 1983 à Bangui, en République Centrafricaine. Elle y poursuit son cursus académique jusqu'à l'obtention d'une licence en droit public de l'université de Bangui. Après sa formation, elle intègre la police de Bangui entant qu'officier avec le grade de Capitaine à l'Aéroport de Bangui avant de se consacrer pleinement au cinéma. En 2023 elle décroche un Master professionnel en gestion de projets culturels à l'IESA Paris.

### Carrière
La carrière cinématographique de Sylviane Gboulou débute en 2008 avec la réalisation de son premier long métrage intitulé Sophia la Banguissoise , un film qui dénonce la maltraitance des orphelins en République Centrafricaine. Ce film marque le début de son engagement à travers le cinéma pour aborder les problématiques sociales et humaines.
En 2012 elle réalise le court métrage Bienvenue en France, un film qui explore les enjeux de l'immigration et les difficultés rencontrées par les populations africaines en France.
En 2014, elle s'attaque à un projet plus vaste, une série de 4 épisodes de 28 minutes chacun intitulée l'Amour en Afrique, réalisée en réponse aux évènements tragiques qui ont secoué la République Centrafricaine.
En 2019, Sylviane Gboulou rend hommage aux victimes de l'attentat du vol UTA DC10 de 1989 à travers le court-métrage Talitha Koumi.

### Engagement
À la suite de la crise sociopolitique qui a frappé la République Centrafricaine en 2012, Sylviane Gboulou décide de s'engager activement pour soutenir la paix et la réconciliation à travers la culture. C'est ainsi qu'elle fonde l'Association Centrafricaine pour la Promotion Audiovisuelle et le Développement (ACPAD) en 2014. L'objectif de cette association est de soutenir les initiatives culturelles et audiovisuelles, tant en Centrafrique que dans la diaspora pour promouvoir des valeurs de paix, de démocratie, de civisme ainsi que de respect des droits de l'homme et de l'environnement.
Dans la continuité de cet engagement, elle lance en 2020 grâce à l'ACPAD le Festival Bangui Fait Son Cinéma (BFSC), un évènement international qui met en avant les films faits par les africains et afro descendants.
Sylviane Gboulou est aussi membre fondatrice de la Fédération Panafricaine du Cinéma et de l'Audiovisuel (FEPAFCA) et de Filmer en Afrique Centrale (FILMAC)

## Filmographie
- 2008 : Sophia la Banguissoise
- 2012 : Bienvenue en France
- 2014 : L'Amour de l'Afrique
- 2017 : Aurevoir Paris (actrice)
- 2018 : Talitha Kumi

## Distinctions et participations à des jurys
- 2020: Citoyenne d'honneur de la ville de Bangui
- 2022: Membre du jury documentaire au festival l'Afrique fait son cinéma[11]
- 2024: Commandeur dans l'Ordre des Arts et des Lettres
- 2025: Membre du jury film des écoles de cinéma au Fespaco[12]